# قرار مجلس الأمن التابع للأمم المتحدة رقم 1814
قرار مجلس الأمن التابع للأمم المتحدة رقم 1814 المتخذ بالإجماع في 15 مايو 2008. ودعا القرار الأمم المتحدة إلى تقديم الدعم الاقتصادي والسياسي والفني للصومال، مع قوة حفظ سلام أممية محتملة.

## القرار
أعرب مجلس الأمن الدولي عن دعمه القوي لاستراتيجية الأمين العام بان كي مون المتكاملة لبناء أسس السلام والاستقرار الدائم في الصومال، بما في ذلك خطط لتواجد دولي أكبر على الأرض في الدولة المضطربة الواقعة شرق إفريقيا.
وباعتماد القرار 1814 (2008) بالإجماع بموجب الفصل السابع من ميثاق الأمم المتحدة، أيدت الهيئة المكونة من 15 عضوًا النهج الثلاثي المقترح في تقرير السيد بان في 14 آذار / مارس عن الوضع (الوثيقة S / 2008/178)، والذي جعل الجهود السياسية والأمنية والبرامجية التي تبذلها الأمم المتحدة في البلد "بطريقة متسلسلة ويعزز بعضها البعض"، وطلبت نسخة محدثة في غضون 60 يومًا.
ولتسهيل تلك الاستراتيجية، وافق المجلس على اقتراح السيد بان بإنشاء وحدة تخطيط مشتركة في مكتب ممثله الخاص، ورحب بتوصيته بنقل مكتب الأمم المتحدة السياسي للصومال (UNPOS) ومقر الفريق القطري من نيروبي، من كينيا إلى مقديشو مقر المؤسسات الفيدرالية الانتقالية في الصومال.
وقرر أنه ينبغي لمكتب الأمم المتحدة السياسي للصومال والفريق القطري دعم المؤسسات الاتحادية الانتقالية في وضع دستور وإجراء استفتاء على الوثيقة الناتجة، وكذلك إجراء انتخابات ديمقراطية في عام 2009.
وفيما يتعلق بالأمن، رحب بالجهود المبذولة، بالتنسيق مع الجهات المانحة، لتعزيز الدعم اللوجستي والسياسي والتقني الذي تقدمه الأمم المتحدة إلى الاتحاد الأفريقي لمساعدة تلك المنظمة على تعزيز بعثتها في الصومال، المعروفة باسم بعثة الاتحاد الأفريقي في الصومال. وطلب أيضا أن يواصل الأمين العام تخطيطه للطوارئ من أجل النشر المحتمل لبعثة حفظ سلام تابعة للأمم المتحدة لتحل محل بعثة الاتحاد الأفريقي في الصومال، بما في ذلك خيارات الولاية بالإضافة إلى تلك المقترحة بالفعل في تقريره.
وفي إشارة إلى اعتزامه اتخاذ إجراءات ضد الأشخاص أو المنظمات التي عرقلت الاستقرار في الصومال أو انتهكت حظر الأسلحة، طلب من لجنة الجزاءات الخاصة بالبلد أن توصي، في غضون 60 يومًا، بفرض تدابير محددة وهادفة عليهم 

## روابط خارجية
- </img>
- نص القرار في undocs.org